# Élections législatives de 2022 dans l'Aube
Les élections législatives françaises de 2022 se déroulent les 12 et 19 juin 2022. Dans l'Aube, trois députés sont à élire dans le cadre de trois circonscriptions.

## Résultats de l'élection présidentielle de 2022 par circonscription
| Circonscription | 1er tour | 1er tour | 1er tour  |         | 2d tour | 2d tour |
| Circonscription | Macron   | Le Pen   | Mélenchon | Macron  | Le Pen  |         |
| --------------- | -------- | -------- | --------- | ------- | ------- | ------- |
| Circonscription |          |          |           |         |         |         |
| 1re             | 25,48 %  | 36,26 %  | 12,21 %   | 45,26 % | 54,74 % |         |
| 2e              | 26,32 %  | 32,38 %  | 14,24 %   | 48,72 % | 51,28 % |         |
| 3e              | 24,89 %  | 30,28 %  | 18,78 %   | 51,01 % | 48,99 % |         |

## Système électoral
Les élections législatives ont lieu au scrutin uninominal majoritaire à deux tours dans des circonscriptions uninominales.
Est élu au premier tour le candidat qui réunit la majorité absolue des suffrages exprimés et un nombre de voix au moins égal au quart (25 %) des électeurs inscrits dans la circonscription. Si aucun des candidats ne satisfait ces conditions, un second tour est organisé entre les candidats ayant réuni un nombre de voix au moins égal à un huitième des inscrits (12,5 %) ; les deux candidats arrivés en tête du premier tour se maintiennent néanmoins par défaut si un seul ou aucun d'entre eux n'a atteint ce seuil. Au second tour, le candidat arrivé en tête est déclaré élu.
Le seuil de qualification basé sur un pourcentage du total des inscrits et non des suffrages exprimés rend plus difficile l'accès au second tour lorsque l'abstention est élevée. Le système permet en revanche l'accès au second tour de plus de deux candidats si plusieurs d'entre eux franchissent le seuil de 12,5 % des inscrits. Les candidats en lice au second tour peuvent ainsi être trois, un cas de figure appelé « triangulaire ». Les second tours où s'affrontent quatre candidats, appelés « quadrangulaire » sont également possibles, mais beaucoup plus rares.

### Partis et nuances
Les résultats des élections sont publiés en France par le ministère de l'Intérieur, qui classe les partis en leur attribuant des nuances politiques. Ces dernières sont décidées par les préfets, qui les attribuent indifféremment de l'étiquette politique déclarée par les candidats, qui peut être celle d'un parti ou une candidature sans étiquette.
En 2022, seules les coalitions Ensemble (ENS) et Nouvelle Union populaire écologique et sociale (NUP), ainsi que le Parti radical de gauche (RDG), l'Union des démocrates et indépendants (UDI), Les Républicains (LR), le Rassemblement national (RN) et Reconquête (REC) se voient attribuer  une nuance propre,,.
Tous les autres partis se voient attribuer l'une ou l'autre des nuances suivantes : DXG (divers extrême gauche), DVG (divers gauche), ECO (écologiste), REG (régionaliste), DVC (divers centre), DVD (divers droite), DSV (droite souverainiste) et DXD (divers extrême droite). Des partis comme Debout la France ou Lutte ouvrière ne disposent ainsi pas de nuance propre, et leurs résultats nationaux ne sont pas publiés séparément par le ministère, car mélangés avec d'autres partis (respectivement dans les nuances DSV et DXG),.

## Résultats

### Élus
| Circonscription                                 | Député sortant        | Parti | Parti | Député élu ou réélu   | Parti | Parti |
| ----------------------------------------------- | --------------------- | ----- | ----- | --------------------- | ----- | ----- |
| 1re                                             | Grégory Besson-Moreau |       | LREM  | Jordan Guitton        |       | RN    |
| 2e                                              | Valérie Bazin-Malgras |       | LR    | Valérie Bazin-Malgras |       | LR    |
| 3e                                              | Gérard Menuel *       |       | LR    | Angélique Ranc        |       | RN    |
| * député sortant ne se représentant pas en 2022 |                       |       |       |                       |       |       |

### Résultats à l'échelle du département

#### Résultats par coalition
| Parti et coalition                                           | Parti et coalition                                           | Parti et coalition             | Premier tour | Premier tour | Premier tour | Second tour   | Second tour   | Second tour | Total Sièges  | +/-           |  |
| Parti et coalition                                           | Parti et coalition                                           | Parti et coalition             | Voix         | %            | Sièges       | Voix          | %             | Sièges      | Total Sièges  | +/-           |  |
| ------------------------------------------------------------ | ------------------------------------------------------------ | ------------------------------ | ------------ | ------------ | ------------ | ------------- | ------------- | ----------- | ------------- | ------------- |  |
|                                                              | Rassemblement national (RN)                                  | Rassemblement national (RN)    | 30 354       | 30,90        | 0            | 43 432        | 48,28         | 2           | 2             | 2             |  |
|                                                              |                                                              | La République en marche (LREM) | 14 161       | 14,41        | 0            | 26 794        | 29,79         | 0           | 0             | 1             |  |
|                                                              | Mouvement démocrate (MoDem)                                  | 6 130                          | 6,24         | 0            |              |               |               | 0           | en stagnation |               |  |
| Total Ensemble (ENS)                                         | Total Ensemble (ENS)                                         | 20 291                         | 20,65        | 0            | 26 794       | 29,79         | 0             | 0           | 1             |               |  |
|                                                              |                                                              | Les Républicains (LR)          | 20 026       | 20,38        | 0            | 19 731        | 21,93         | 1           | 1             | 1             |  |
| Total Union de la droite et du centre (UDC)                  | Total Union de la droite et du centre (UDC)                  | 20 026                         | 20,38        | 0            | 19 731       | 21,93         | 1             | 1           | 1             |               |  |
|                                                              |                                                              | La France insoumise (LFI)      | 12 595       | 12,82        | 0            |               |               |             | 0             | en stagnation |  |
|                                                              | Europe Écologie Les Verts (EELV)                             | 4 558                          | 4,64         | 0            | 0            | en stagnation |               |             |               |               |  |
| Total Nouvelle Union populaire écologique et sociale (NUPES) | Total Nouvelle Union populaire écologique et sociale (NUPES) | 17 153                         | 17,46        | 0            | 0            | en stagnation |               |             |               |               |  |
|                                                              |                                                              | Reconquête (REC)               | 2 424        | 2,47         | 0            | 0             | Nv            |             |               |               |  |
|                                                              | Via, la voie du peuple (VIA)                                 | 1 695                          | 1,73         | 0            | 0            | Nv            |               |             |               |               |  |
| Total Reconquête et alliés (REC)                             | Total Reconquête et alliés (REC)                             | 4 119                          | 4,18         | 0            | 0            | Nv            |               |             |               |               |  |
|                                                              | Lutte ouvrière (LO)                                          | Lutte ouvrière (LO)            | 1 377        | 1,40         | 0            | 0             | en stagnation |             |               |               |  |
|                                                              |                                                              | Les Patriotes (LP)             | 1 028        | 1,05         | 0            | 0             | Nv            |             |               |               |  |
| Total Union pour la France (UPF)                             | Total Union pour la France (UPF)                             | 1 028                          | 1,05         | 0            | 0            | en stagnation |               |             |               |               |  |
|                                                              | Parti animaliste (PA)                                        | Parti animaliste (PA)          | 945          | 0,96         | 0            | 0             | Nv            |             |               |               |  |
|                                                              | Écologie au centre (EAC)                                     | Écologie au centre (EAC)       | 942          | 0,96         | 0            | 0             | en stagnation |             |               |               |  |
|                                                              |                                                              | Alliance centriste (AC)        | 546          | 0,56         | 0            | 0             | Nv            |             |               |               |  |
| Total Les écologistes avec la majorité présidentielle (ÉMP)  | Total Les écologistes avec la majorité présidentielle (ÉMP)  | 546                            | 0,56         | 0            | 0            | Nv            |               |             |               |               |  |
|                                                              | Résistons (RES)                                              | Résistons (RES)                | 324          | 0,33         | 0            | 0             | Nv            |             |               |               |  |
|                                                              | Dissidents Ensemble                                          | Dissidents Ensemble            | 244          | 0,25         | 0            | 0             | Nv            |             |               |               |  |
|                                                              |                                                              | République souveraine (RS)     | 14           | 0,01         | 0            | 0             | Nv            |             |               |               |  |
| Total La Raison du peuple (LRDP)                             | Total La Raison du peuple (LRDP)                             | 14                             | 0,01         | 0            | 0            | Nv            |               |             |               |               |  |
|                                                              | Sans étiquette (SE)                                          | Sans étiquette (SE)            | 884          | 0,90         | 0            | 0             | en stagnation |             |               |               |  |
|                                                              |                                                              |                                |              |              |              |               |               |             |               |               |  |
| Suffrages exprimés                                           | Suffrages exprimés                                           | Suffrages exprimés             | 98 247       | 98,00        |              | 89 957        | 93,56         |             |               |               |  |
| Votes blancs                                                 | Votes blancs                                                 | Votes blancs                   | 1 477        | 1,47         | 4 584        | 4,77          |               |             |               |               |  |
| Votes nuls                                                   | Votes nuls                                                   | Votes nuls                     | 533          | 0,53         | 1 605        | 1,67          |               |             |               |               |  |
| Total                                                        | Total                                                        | Total                          | 100 257      | 100          | 0            | 96 146        | 100           | 3           | 3             | en stagnation |  |
| Abstentions                                                  | Abstentions                                                  | Abstentions                    | 106 085      | 51,41        |              | 110 241       | 53,41         |             |               |               |  |
| Inscrits/Participation                                       | Inscrits/Participation                                       | Inscrits/Participation         | 206 342      | 48,59        | 206 387      | 46,59         |               |             |               |               |  |

#### Résultats par nuance
| Nuance                 | Nuance                                         | Nuance                 | Premier tour | Premier tour | Premier tour | Second tour | Second tour   | Second tour | Total Sièges | +/-           |  |
| Nuance                 | Nuance                                         | Nuance                 | Voix         | %            | Sièges       | Voix        | %             | Sièges      | Total Sièges | +/-           |  |
| ---------------------- | ---------------------------------------------- | ---------------------- | ------------ | ------------ | ------------ | ----------- | ------------- | ----------- | ------------ | ------------- |  |
|                        | Rassemblement national                         | RN                     | 30 354       | 30,90        | 0            | 43 432      | 48,28         | 2           | 2            | 2             |  |
|                        | Ensemble !                                     | ENS                    | 20 291       | 20,65        | 0            | 26 794      | 29,79         | 0           | 0            | 1             |  |
|                        | Les Républicains                               | LR                     | 20 026       | 20,38        | 0            | 19 731      | 21,93         | 1           | 1            | 1             |  |
|                        | Nouvelle Union populaire écologique et sociale | NUP                    | 17 153       | 17,46        | 0            |             |               |             | 0            | en stagnation |  |
|                        | Reconquête                                     | REC                    | 4 119        | 4,19         | 0            | 0           | Nv            |             |              |               |  |
|                        | Ecologistes                                    | ECO                    | 1 887        | 1,92         | 0            | 0           | en stagnation |             |              |               |  |
|                        | Divers extrême gauche                          | DXG                    | 1 377        | 1,40         | 0            | 0           | en stagnation |             |              |               |  |
|                        | Divers centre                                  | DVC                    | 1 114        | 1,13         | 0            | 0           | Nv            |             |              |               |  |
|                        | Droite souverainiste                           | DSV                    | 1 042        | 1,06         | 0            | 0           | en stagnation |             |              |               |  |
|                        | Divers                                         | DIV                    | 884          | 0,90         | 0            | 0           | en stagnation |             |              |               |  |
|                        |                                                |                        |              |              |              |             |               |             |              |               |  |
| Suffrages exprimés     | Suffrages exprimés                             | Suffrages exprimés     | 98 247       | 98,00        |              | 89 957      | 93,56         |             |              |               |  |
| Votes blancs           | Votes blancs                                   | Votes blancs           | 1 477        | 1,47         | 4 584        | 4,77        |               |             |              |               |  |
| Votes nuls             | Votes nuls                                     | Votes nuls             | 533          | 0,53         | 1 605        | 1,67        |               |             |              |               |  |
| Total                  | Total                                          | Total                  | 100 257      | 100          | 0            | 96 146      | 100           | 3           | 3            | en stagnation |  |
| Abstentions            | Abstentions                                    | Abstentions            | 106 085      | 51,41        |              | 110 241     | 53,41         |             |              |               |  |
| Inscrits/Participation | Inscrits/Participation                         | Inscrits/Participation | 206 342      | 48,59        | 206 387      | 46,59       |               |             |              |               |  |

### Cartes

Nuance politique des candidats arrivés en tête dans chaque commune au 1er tour.
Nuance politique des candidats arrivés en tête dans chaque commune au 2e tour.

### Résultats par circonscription

#### Première circonscription
Député sortant : Grégory Besson-Moreau (La République en marche).
| Candidat                 | Candidat                 | Parti et coalition       | Nuance                   | Premier tour | Premier tour | Second tour | Second tour |
| Candidat                 | Candidat                 | Parti et coalition       | Nuance                   | Voix         | %            | Voix        | %           |
| ------------------------ | ------------------------ | ------------------------ | ------------------------ | ------------ | ------------ | ----------- | ----------- |
|                          | Jordan Guitton           | RN                       | RN                       | 11 406       | 36,31        | 16 093      | 53,89       |
|                          | Grégory Besson-Moreau    | LREM (ENS)               | ENS                      | 7 615        | 24,24        | 13 770      | 46,11       |
|                          | Stéphanie Fraenkel       | LR (UDC)                 | LR                       | 5 093        | 16,21        |             |             |
|                          | Laurent Spagnesi         | EELV (NUPES)             | NUP                      | 4 558        | 14,51        |             |             |
|                          | Hervé Giacomoni          | REC                      | REC                      | 1 106        | 3,52         |             |             |
|                          | Marie-Élisabeth Canaud   | SE                       | DIV                      | 884          | 2,81         |             |             |
|                          | Lionel Paillard          | LO                       | DXG                      | 429          | 1,37         |             |             |
|                          | Lydie Pieplu             | RES                      | DVC                      | 324          | 1,03         |             |             |
|                          |                          |                          |                          |              |              |             |             |
| Votes valides            | Votes valides            | Votes valides            | Votes valides            | 31 415       | 97,91        | 29 863      | 93,97       |
| Votes blancs             | Votes blancs             | Votes blancs             | Votes blancs             | 502          | 1,57         | 1 400       | 4,37        |
| Votes nuls               | Votes nuls               | Votes nuls               | Votes nuls               | 170          | 0,52         | 516         | 1,66        |
| Total                    | Total                    | Total                    | Total                    | 32 087       | 100          | 31 779      | 100         |
| Abstention               | Abstention               | Abstention               | Abstention               | 32 444       | 50,28        | 32 773      | 50,77       |
| Inscrits / participation | Inscrits / participation | Inscrits / participation | Inscrits / participation | 64 531       | 49,72        | 64 552      | 49,23       |

#### Deuxième circonscription
Députée sortante : Valérie Bazin-Malgras (Les Républicains).
| Candidat                 | Candidat                 | Parti et coalition       | Nuance                   | Premier tour | Premier tour | Second tour | Second tour |
| Candidat                 | Candidat                 | Parti et coalition       | Nuance                   | Voix         | %            | Voix        | %           |
| ------------------------ | ------------------------ | ------------------------ | ------------------------ | ------------ | ------------ | ----------- | ----------- |
|                          | Valérie Bazin-Malgras    | LR (UDC)                 | LR                       | 10 426       | 28,57        | 19 731      | 59,51       |
|                          | Évelyne Henry            | RN                       | RN                       | 9 990        | 27,38        | 13 426      | 40,49       |
|                          | Sarah Fraincart          | LFI (NUPES)              | NUP                      | 6 165        | 16,89        |             |             |
|                          | Salomé Fontaine-Garcia   | MoDem (ENS)              | ENS                      | 6 130        | 16,80        |             |             |
|                          | Étienne Ignatovitch,     | VIA                      | REC                      | 1 695        | 4,65         |             |             |
|                          | Sébastien Riglet         | AC (ÉMP)                 | DVC                      | 546          | 1,50         |             |             |
|                          | Isabelle Puff            | LP (UPF)                 | DSV                      | 524          | 1,44         |             |             |
|                          | Sébastien Beaufumé       | PA                       | ECO                      | 520          | 1,43         |             |             |
|                          | Romain Vallée            | LO                       | DXG                      | 493          | 1,35         |             |             |
|                          |                          |                          |                          |              |              |             |             |
| Votes valides            | Votes valides            | Votes valides            | Votes valides            | 36 489       | 98,14        | 33 157      | 94,38       |
| Votes blancs             | Votes blancs             | Votes blancs             | Votes blancs             | 507          | 1,36         | 1 524       | 4,34        |
| Votes nuls               | Votes nuls               | Votes nuls               | Votes nuls               | 179          | 0,50         | 448         | 1,28        |
| Total                    | Total                    | Total                    | Total                    | 37 175       | 100          | 35 129      | 100         |
| Abstention               | Abstention               | Abstention               | Abstention               | 38 089       | 50,61        | 40 144      | 53,33       |
| Inscrits / participation | Inscrits / participation | Inscrits / participation | Inscrits / participation | 75 264       | 49,39        | 75 273      | 46,67       |

#### Troisième circonscription
Député sortant : Gérard Menuel (Les Républicains). Le 12 février 2022, il annonce dans le quotidien L'Est-Éclair qu'il ne briguera pas un nouveau mandat.
| Candidat                 | Candidat                 | Parti et coalition       | Nuance                   | Premier tour | Premier tour | Second tour | Second tour |
| Candidat                 | Candidat                 | Parti et coalition       | Nuance                   | Voix         | %            | Voix        | %           |
| ------------------------ | ------------------------ | ------------------------ | ------------------------ | ------------ | ------------ | ----------- | ----------- |
|                          | Angélique Ranc           | RN                       | RN                       | 8 958        | 29,52        | 13 913      | 51,65       |
|                          | Loëtitia Beury           | LREM (ENS)               | ENS                      | 6 546        | 21,57        | 13 024      | 48,35       |
|                          | Gaëtan Seffals           | LFI (NUPES)              | NUP                      | 6 430        | 21,19        |             |             |
|                          | Baptiste Gatouillat      | LR (UDC)                 | LR                       | 4 507        | 14,85        |             |             |
|                          | Céline Lopes Vaz         | REC                      | REC                      | 1 318        | 4,34         |             |             |
|                          | Nelly Collot-Touzé       | EAC                      | ECO                      | 942          | 3,10         |             |             |
|                          | Laure Fernandez          | LP (UPF)                 | DSV                      | 504          | 1,66         |             |             |
|                          | Pascal Andrieux          | LO                       | DXG                      | 455          | 1,50         |             |             |
|                          | Dominique Ménissier      | PA                       | ECO                      | 425          | 1,40         |             |             |
|                          | Didier Freville,         | LREM diss.               | DVC                      | 244          | 0,80         |             |             |
|                          | Lyonnel Helick           | RS (LRDP)                | DSV                      | 14           | 0,05         |             |             |
|                          |                          |                          |                          |              |              |             |             |
| Votes valides            | Votes valides            | Votes valides            | Votes valides            | 30 343       | 97,89        | 26 937      | 92,13       |
| Votes blancs             | Votes blancs             | Votes blancs             | Votes blancs             | 468          | 1,51         | 1 660       | 5,67        |
| Votes nuls               | Votes nuls               | Votes nuls               | Votes nuls               | 184          | 0,60         | 641         | 2,20        |
| Total                    | Total                    | Total                    | Total                    | 30 995       | 100          | 29 238      | 100         |
| Abstention               | Abstention               | Abstention               | Abstention               | 35 552       | 53,42        | 37 324      | 56,07       |
| Inscrits / participation | Inscrits / participation | Inscrits / participation | Inscrits / participation | 66 547       | 46,58        | 66 562      | 43,93       |